# Galathea keijii
Galathea keijii is een tienpotigensoort uit de familie van de Galatheidae. De wetenschappelijke naam van de soort is voor het eerst geldig gepubliceerd in 1993 door Trimizi & Javed.